# Solubilitate

Exemplu de solid care a fost dizolvat într-un solvent corespunzător (stânga) în comparație cu o suspensie și un fenomen de precipitare.

Solubilitatea indică gradul în care o substanță pură se poate dizolva într-un dizolvant, alcătuind o soluție omogenă unde repartizarea atomilor, moleculelor și ionilor este uniformă. Pentru lichide parțial miscibile reciproc, care formează o soluție eterogenă cu cel puțin 2 faze lichide (lichid multifazic) solubilitatea se denumește miscibilitate. Dizolvantul în modul cel mai frecvent este un lichid, dar sunt și unele excepții când unii dizolvanți sunt:
1. solide ca în cazul aliajelor, sticlei, ceramicii, semiconductoare sau
2. gaze ce dizolvă solide sau lichide, de obicei la temperaturi și presiuni înalte ca de exemplu silicea în vapori de apă în anumite procese geochimice[1].

În funcție de cantitatea de substanță dizolvată, soluțiile se clasifică în:
- soluții saturate: care conțin cantitatea maximă de substanță dizolvată la o anumită temperatură.
- soluții nesaturate: în care se mai poate dizolva o cantitate de dizolvat până la saturație.

Solubilitatea unei substanțe reprezintă cantitatea maximă din acea substanță care se dizolvă într-o anumită cantitate de solvent, la o anumită temperatură. Concentrația substanței din soluția saturată reprezintă solubilitatea substanței respective.

## Echilibrul de dizolvare
În soluțiile saturate între soluție și faza gazoasă sau solidă care se dizolvă se stabilește un echilibru de fază față de procesul de difuzie). Pentru un gaz în echilibru cu soluția în care e dizolvat echilibrul se exprimă cantitativ prin legea lui Henry. Pentru un solid ionic echilibrul se exprimă cantitativ prin produsul de solubilitate. Pentru lichide parțial miscibile reciproc echilibrul de fază se exprimă cantitativ prin legea de repartiție a lui Nerst.

### Produsul de solubilitate
Produsul de solubilitate e o variantă de exprimare pentru constantă de echilibru în caz de echilibru chimic dintre dizolvat și faza solidă.
Substanțele cu solubilitate foarte redusă sunt considerate electroliți greu solubili.
Fie BA o sare solubilă, iar B+ și A- ionii săi
se poate scrie echilibrul între solid și partea solubilă:
Aplicând legea acțiunii maselor se determină expresia constantei de echilibru : 
[BA]=concentrația fazei solide care poate fi considerată constantă și inclusă în constanta de echilibru:
daca se noteaza cu Ps K[BA]
se obtine:
Produsul de solubilitate reprezintă mărimea care indică posibilitatea ionilor de a trece într-o formă greu solubilă; valorile produsului de solubilitate explică formarea și dizolvarea precipitatelor. În consecință, cunoașterea acestei mărimi are o importanță deosebită în alegerea metodelor de analiză calitativă și cantitativă.
Reacția soluției din iodura de potasiu KI cu o soluție de azotat de plumb Pb(NO2) se formează un precipitat galben de iodură de plumb, PbI2.
Precipitatul obținut, iodura de plumb, PbI2 are o solubilitate foarte redusă in apă.

## Efecte saline de solubilizare și desolubilizare
Solubilitatea neelectroliților este influențată de prezența electroliților. Un caz de solubilizare (insalare) sau desolubilizare (desalare) prin efect salin este întâlnit la proteine.

## Exprimare și unități de măsură
Solubilitatea se poate exprima adimensional ca raport volum (gaz) per volum solvent sau soluție, fracții masice și molare sau prin unități de concentrație masică sau molară.

## Dependența de temperatură
Dependența de temperatură a solubilității pentru o soluție ideală este dată de expresia următoare unde apare entalpia de topire ΔtH:
{\displaystyle \left({\frac {\partial \ln x_{i}^{s}}{\partial T}}\right)_{P,ech}={\frac {{\bar {H}}_{i,\mathrm {aq} }-H_{i,\mathrm {cr} }}{RT^{2}}}}
unde {\displaystyle {\bar {H}}_{i,\mathrm {aq} }} e  entalpia molară parțială a solutului la diluție infinită (entalpia diferențială de dizolvare) iar {\displaystyle H_{i,\mathrm {cr} }}  entalpia per mol pentru cristal pur.

### Soluții neideale
Pentru o soluție neideală in locul solubilității apare mărimea corectivă activitate  termodinamică la saturație a solutului in derivata cu temperatura.
{\displaystyle \left({\frac {\partial \ln a_{i}^{s}}{\partial T}}\right)_{P,ech}={\frac {{\bar {H}}_{i,\mathrm {aq} }-H_{i,\mathrm {cr} }}{RT^{2}}}}
Activitatea se scrie ca produs coeficient de activitate - fracție molară iar logaritmul acestui produs se scrie ca sumă de logaritmi.
{\displaystyle \left({\frac {\partial \ln x_{i}^{s}}{\partial T}}\right)_{P,ech}={\frac {{\bar {H}}_{i,\mathrm {aq} }-H_{i,\mathrm {cr} }}{RT^{2}}}-\left({\frac {\partial \ln \gamma _{i}}{\partial T}}\right)_{P,ech}}
Se înlocuiește expresia derivatei logaritmului coeficientului de activitate din ecuația Schröeder - van Laar de mai jos corespunzătoare curbei de echilibru liquidus în egalitatea anterioară.
{\displaystyle \left({\frac {\partial \ln \gamma _{i}^{s}}{\partial T}}\right)_{P,ech}=\left({\frac {\partial \ln \gamma _{i}^{s}}{\partial T}}\right)_{P,x_{j}}+\left({\frac {\partial \ln \gamma _{i}^{s}}{\partial x_{i}^{s}}}\right)_{T,P}\left({\frac {\partial \ln x_{i}^{s}}{\partial T}}\right)_{P,ech}}